# Санников Степан Романович
Степан Романович Санников (рос. Степан Романович Санников; 25 вересня 1990, м. Солікамськ, СРСР) — російський хокеїст, нападник. Виступає за «Салават Юлаєв» у Континентальній хокейній лізі. 
Вихованець хокейної школи «Сибір» (Новосибірськ). Виступав за «Сибір-2» (Новосибірськ), «Сибір» (Новосибірськ), «Сибірські Снайпери» (Новосибірськ), «Зауралля» (Курган), Локомотив (Ярославль), Ак Барс (Казань).